# Kelen József (mérnök)
Kelen József (1918-ig Klein József, Nagybocskó, 1892. január 12. – Moszkva, kommunarkai kivégzőhely, 1938. március 19.) gépészmérnök, népbiztoshelyettes, majd népbiztos, Korvin Ottó tisztviselő és politikus testvérbátyja, Hajdu Pál unokatestvére, Kelen Jolán politikus férje.

## Élete
Édesapja Klein Zsigmond, édesanyja Eisenstädt Berta, vallása izraelita. Berlinben ismerkedett meg a munkásmozgalommal, mikor főiskolái hallgató volt. 1910-től 1914-ig előadóként működött a marxista munkásegyletnél. Az első világháború során mérnökként dolgozott a közúti villamosvasúti társaságnál. Az antimilitarista mozgalom (forradalmi szocialisták) tagja volt. 1917. július 30-án Budapesten, a Ferencvárosban házasságot kötött Fried Jolán Bluméval.
1918 januárjában letartóztatták, mivel röpiratokat terjesztett. A KMP alapító tagjainak egyike volt és a Visegrádi utcai lakásán, 1918. november 24-én megtartott megbeszéléstől kezdődően számítják a KMP megalakítását, amikor nem csak a KMP megalapításáról döntöttek, hanem a Vörös Ujság kiadásáról is. A Magyarországi Tanácsköztársaság kikiáltását követően a szociális termelés helyettes népbiztosává nevezték ki, 1919 áprilisától pedig népbiztos lett, illetve a Népgazdasági Tanács és a Szövetséges Központi Intéző Bizottságnak tagjává avatták.
A Tanácsköztársaság bukását követően letartóztatták, ekkor jutott hozzá el a hír, hogy öccsét, Korvin Ottót kivégezték. A népbiztosperben életfogytiglani fegyházbüntetést szabtak rá ki, 1922 augusztusában a szovjet–magyar fogolycsere-akció alkalmával a Szovjetunióba került. Itt a Nehézipari Népbiztosságnál dolgozott. 1926-tól 1931-ig vezető volt a berlini szovjet kereskedelmi képviselet elektroimport osztályán. Miután visszatért a Szovjetunióba, az összoroszországi hőerőműtelepek tervező trösztjének (Tyeploenyergoprojekt) vezetőjévé nevezték ki. 1938. január 14-én Moszkvában letartóztatták kémkedés és ellenforradalmi tevékenységben való részvétel vádjával. Halálra ítélték, s 1938. március 19-én végrehajtották az ítéletet. 1955. november 19-én rehabilitálták.